# Pérasma (Flórina)
Pérasma, en grec moderne : Πέρασμα, appelé Koutskovéni (Κουτσκοβαίνη, en bulgare : Кучковени), jusqu'en 1926, est un village et un ancien dème du district régional de Flórina, en Macédoine-Occidentale, Grèce. Depuis 2010, il est fusionné au sein du dème de Flórina.
Selon le recensement de 2011, la population du dème s'élève à 4 234 habitants tandis que celle du village compte 435 habitants.